# Solis (Stati Uniti d'America)
Solis è un census-designated place degli Stati Uniti d'America, situato nella contea di Cameron dello Stato del Texas. Fa parte dell'area metropolitana di Brownsville–Harlingen.

## Geografia fisica
Solis è situata a 26°10′06″N 97°50′46″W.
Secondo lo United States Census Bureau, ha un'area totale di 2,1 miglia quadrate (5,4 km²).

## Società

### Evoluzione demografica
Secondo il censimento del 2000, c'erano 545 persone, 163 nuclei familiari, e 127 famiglie residenti nella città. La densità di popolazione era di 259,3 persone per miglio quadrato (100,2/km²). C'erano 208 unità abitative a una densità media di 99,0 per miglio quadrato (38,2/km²). La composizione etnica della città era formata dall'80,92% di bianchi, lo 0,18% di isolani del Pacifico, il 16,15% di altre razze, e il 2,75% di due o più etnie. Ispanici o latinos di qualunque razza erano il 72,66% della popolazione.
C'erano 163 nuclei familiari di cui il 41,7% avevano figli di età inferiore ai 18 anni, il 59,5% erano coppie sposate conviventi, il 14,7% aveva un capofamiglia femmina senza marito, e il 21,5% erano non-famiglie. Il 17,8% di tutti i nuclei familiari erano individuali e il 9,8% aveva componenti con un'età di 65 anni o più che vivevano da soli. Il numero di componenti medio di un nucleo familiare era di 3,34 e quello di una famiglia era di 3,90.
La popolazione era composta dal 34,3% di persone sotto i 18 anni, il 12,3% di persone dai 18 ai 24 anni, il 25,7% di persone dai 25 ai 44 anni, il 15,4% di persone dai 45 ai 64 anni, e il 12,3% di persone di 65 anni o più. L'età media era di 30 anni. Per ogni 100 femmine c'erano 101,9 maschi. Per ogni 100 femmine dai 18 anni in giù, c'erano 91,4 maschi.
Il reddito medio di un nucleo familiare era di 34.861 dollari, e quello di una famiglia era di 42.031 dollari. I maschi avevano un reddito medio pro capite di 31.250 dollari contro i 25.417 dollari delle femmine. Il reddito medio pro capite era di 10.319 dollari None of the famiglie e il 5,9% della popolazione erano living sotto la soglia di povertà, incluso il 41,1% di persone sopra i 64 anni.